# Zeami (cràter)
Zeami és un cràter d'impacte en el planeta Mercuri de 129 km de diàmetre. Porta el nom del dramaturg japonès Zeami Motokiyo (世阿弥 元清) (c. 1363-1443), i el seu nom va ser aprovat per la Unió Astronòmica Internacional el 1976.